# David Jackson (koszykarz)
David Jackson (ur. 22 lutego 1986 w Memphis) – amerykański koszykarz występujący na pozycji rzucającego obrońcy, obecnie zawodnik Chorale de Roanne Basket.
16 sierpnia 2016 podpisał drugi w karierze kontrakt z PGE Turowem Zgorzelec. 17 lipca 2017 rozwiązał umowę z klubem za porozumieniem stron. 19 lipca został zawodnikiem francuskiego Chorale de Roanne Basket, występującego w II klasie rozgrywkowej - Pro-B.

## Osiągnięcia
Stan na 16 sierpnia 2016, na podstawie, o ile nie zaznaczono inaczej.
NCAA
- Zaliczony do składu Honorable Mention All-Summit (2007, 2008)

Drużynowe
- Mistrz Słowacji (2010)
- Wicemistrz Polski (2011, 2013)
- Zdobywca Pucharu Słowacji (2010)
- Finalista Pucharu Liderów Francji Pro-B (2016)[3]

Indywidualne
- Zaliczony do II składu:
  - PLK (2012 przez dziennikarzy)[5]
  - II ligi francuskiej Pro B (2016 przez eurobasket.com)[3]

## Statystyki podczas występów w Polsce
| Sezon     | Drużyna     | M  | S5 | MPG  | FG% | 3P% | FT% | RPG | APG | SPG | BPG | PPG  |
| --------- | ----------- | -- | -- | ---- | --- | --- | --- | --- | --- | --- | --- | ---- |
| 2010/2011 | Turów (PLK) | 41 | 37 | 26,2 | 39% | 23% | 74% | 3,1 | 1,3 | 1,0 | 0,2 | 10,5 |
| 2011/2012 | Turów (PLK) | 45 | 40 | 24,1 | 40% | 36% | 84% | 3,8 | 1,6 | 0,7 | 0,2 | 11,1 |